# Correo del Sur
Correo del Sur (en francés: Courrier sud) es la primera novela del escritor francés Antoine de Saint-Exupéry, publicada en 1929 bajo el sello Éditions Gallimard.
Después del lanzamiento de su primer relato corto, El aviador, Saint-Exupéry inició la redacción de su primera novela, hecha a partir de sus recuerdos y de sus apuntes de vuelo. En ella se narra las épicas primeras entregas de correo aéreo al hemisferio sur desde Francia, a través de España, Marruecos y Mauritania, a Dakar.